# بول بوسفيلت
بول بوزفلت (Paul Bosvelt) (26 مارس 1970 في دوتينخيم في هولندا – )؛ هو لاعب كرة قدم كان يلعب كلاعب وسط. يلعب مع منتخب هولندا لكرة القدم منذ عام 2000.

## مسيرته الكروية
لعب بول بوسفيلت خلال مسيرته الاحترافية مع 5 أندية في ثمانية عشر موسمًا وسجل خلالها 88 هدفًا ضمن 524 مباراة. ولم يفز بأي موسم بالكأس وفاز في موسم واحد بالدوري.
خاض بول بوسفيلت مسيرته مع نادي غو أهد إيغلز في موسم 1989–90 ليلعب معه خمسة مواسم، مشاركًا في 140 مباراة سجل خلالها 27 هدفًا. ثم انتقل إلى نادي تفينتي أنشخيدة في موسم 1994–95 واستمر معه طيلة ثلاثة مواسم، حيث شارك في 96 مباراة سجل خلالها 21 هدفًا. لينتقل بعدها إلى نادي فاينورد في موسم 1997–98 ليلعب معه ستة مواسم، مشاركًا في 177 مباراة سجل خلالها 33 هدفًا. ثم انتقل إلى نادي مانشستر سيتي في موسم 2003–04 ولمدة موسمين، مشاركًا في 53 مباراة سجل خلالها هدفين. هذا وانتقل لاحقًا إلى نادي هيرنفين في موسم 2005–06 ولمدة موسمين، مشاركًا في 58 مباراة سجل خلالها 5 أهداف.

## وصلات خارجية
- بول بوسفيلت على موقع الاتحاد الدولي (مؤرشف)  (الإنجليزية)
- بول بوسفيلت على موقع الاتحاد الأوربي (الإنجليزية)
- بول بوسفيلت على موقع قاعدة بيانات كرة القدم.إي يو (الإنجليزية)
- بول بوسفيلت على موقع بيانات كرة القدم. دي إي (الألمانية)
- بول بوسفيلت على موقع ناشيونال فوتبول تيمز (الإنجليزية)
- بول بوسفيلت على موقع عالم كرة القدم.نت (الإنجليزية)